# Synopeas inerme
Synopeas inerme är en stekelart som beskrevs av Thomson 1859. Synopeas inerme ingår i släktet Synopeas och familjen gallmyggesteklar. Arten är reproducerande i Sverige. Inga underarter finns listade i Catalogue of Life.